# Spiral Knights
Spiral Knights — це багатокористувацька онлайнова рольова гра, розроблена студією Three Rings Design Inc. і опублікована комапнією Sega. Безкоштовна, базована на Java гра була доступна для тестерів 12 листопада 2009 і випущена до загального доступу 4 квітня 2011. Гра була опублікована у платформі цифрової дистрибуції Steam 14 червня того ж року і крізь Kongregate 22 вересня.
Під час ігрового процесу гравці контролюють членів Спірального Лицарства (Spiral Knights order), які здійснили аварійну посадку на таємничій планеті Кредл (Cradle). Лицарі колективно досліджують Годинниковий Механізм (Clockwork) — механізоване, структурно мінливе підземелля що наповнює глибини планети, використовуючи різноманітні лати та зброю у боях з монстрами, що населяють Годинниковий Механізм.

## Світ
Коли гравець створює лицаря, він або вона проходить крізь кілька тренувальних рівнів, навчаючись керуванню персонажа і початковій механіці гри. Ведучи розмови з неігровими персонажами, гравець дізнається сюжет та вивчає економіку ігрового світу. Як тільки гравець закінчує тренування, він потрапляє до Раю (Heaven).
Рай — це найбільше місто на Кредлі, яке є базою Спірального Лицарства. Місто поділяється на Головну Площу, Ринок (Bazaar), Пасаж (Arcade), Тренувальну Залу так Колізей Короля Кроґмо (King Krogmo's Coliseum). На території Головної Площі знаходиться Будинок Аукціону, де гравці можуть продавати предмети одне одному. Пасаж веде до Воріт (Gates), через які гравці спускаються у Годинниковий Механізм. На ринку знаходяться різноманітні продавці екіпірування.
Годинниковий Механізм — це величезне підземелля, що наповнює надра Кредлу. Воно організовано на 30 рівнів (від 0, початкового, до 29 - самого Ядра), які далі розділяються на шість шарів або три яруси. Шари відділені терміналами та містами, у яких гравці відпочивають від битв з монстрами і можуть придбати нову зброю, настроїти її та загоїти рани. Годинниковий Механізм знаходиться у постійному русі, змінюючи шари. У більшості випадків лицар може визначити природу шару, звіряючи своє положення з картою підземелля.
У певних локаціях Механізму можна знайти чотирьох босів: Снарболакс (Snarbolax), Король Желе (Royal Jelly), Ревучі Близнюки (Roarmulus Twins) та Лорд Ванадюк (Lord Vanaduke). За переможених босів лицарі отримують у винагороду спеціальні жетони, які згодом можна обміняти на рідкісні артефакти та матеріали для створення екіпірування.

## Ігровий процес
Spiral Knights — це гра у реальному часі від третього лиця у жанрі action-adventure. Поки тисячі гравців можуть брати участь в ігровому процесі водночас, будь-який лицар взаємодіє лише з малою кількістю інших лицарів. Наприклад, у Раю ви можете зустріти лише декілька десятків лицарів, але у грі існують десятки незалежних копій Раю, створені для зменшення кількості гравців, які знаходяться у тій самій локації.
Коли група лицарів входить до Механізму, всі вони починають гру у безпечному таборі, де можна востаннє вибрати потрібну зброю і лати. Ціль рівня — добратися до ліфта, який дає можливість або спуститися на наступний шар, або піднятися назад у Рай. Шлях лицаря крізь рівень часто контрольований послідовністю воріт. Деякі з них відкриваються лише тоді, коли вся група стає на платформу перед ними. Інші закриваються за групою, відрізаючи їм шлях назад. Також на заваді лицарям стають пастки, замкнені ворота, до яких треба знайти ключ та перемикачі, що відчиняють наступні ворота.
Поки гравці просуваються рівнями, вони ведуть бій з монстрами у реальному часі. Лицар може нести на собі три частини захисного костюму (шолом, лати та щит) та два амулети, що дають додатковий захист, або підсилення. Також, лицар може нести на собі до чотирьох одиниць зброї (за замовчуванням він має тільки дві), серед яких можуть бути мечі, вогнепальна зброя та бомби. У грі присутні чотири типи ушкоджень, які можуть нанести монстри і сам гравець: нормальні, колючі, стихійні та ушкодження тьмою. Кожен монстр наносить свій тип ушкодження і слабкий до певного типу. Також на монстрів і лицарів можуть впливати сім ефектів стану: замороження, сон, приголомшення, вогонь, прокляття, отрута та електричний шок. Ці ефекти не наносять прямих ушкоджень, але впливають на спроможність істоти до ведення бою.
Монстрів, що населяють механізм, можна поділити на декілька «сімей»: Гремліни (Gremlins), Машини (Construct), Слимаки (Slimes), Нежиті (Undead), Демони (Fiends) та Звірі (Beast). Кожне з сімейств має свій тип ушкоджень і свою слабкість до певного типу ушкоджень. В основному, на рівнях Механізму зустрічаються монстри із двох різних сімейств.

## Соціальні аспекти
Spiral Knights в першу чергу визначена як кооперативна, а не як суперницька гра. Група максимум з чотирьох лицарів подорожує рівнями Механізму. Скарби, здобуті кожним лицарем діляться між гравцями.
Гравці спілкуються між собою крізь внутрішньо ігровий чат для коротких повідомлень. Для того щоб відсилати одне одному довгі листи, предмети, внутрішньо ігрову валюту, виграні лоти Аукціону та листи від розробників у грі присутня поштова система.
Кожен лицар утримує список друзів, за допомогою якого гравець може бачити, хто з друзів знаходиться у грі, швидко під'єднуватися до товаришів у Механізмі за наявності вільних місць у групі, запрошувати лицарів до розмови або обміну.

## Відгуки
Відгуки про Spiral Knights загалом були позитивні. Ендрю Вебстер (Andrew Webster) із журналу Ars Technica написав:

| Якість free-to-play ігор продовжує зростати і Spiral Knights є тому доказом. Ця гра весела і затягуюча... Оригінальний текст (англ.) The quality of free-to-play games continues to rise, and Spiral Knights is proof of this. It's fun, addictive... |
Гра була номінована на « 2011 Game Developers Choice Online Awards» у номінаціях: Найкраща Нова Онлайн Гра, Найкраще Аудіо у Онлайн Грі, Найкращий Дизайн Онлайн Гри та Найкраща Художня Робота у Онлайн Грі.
Spiral Knights досягли одного мільйону акаунтів 6 липня 2011 р. — всього через три місяця після запуску. Гра досягла трьох мільйонів акаунтів вже у 2012 році, 17 травня.